# Salsola tamamschjanae
Salsola tamamschjanae är en amarantväxtart som beskrevs av Modest Mikhaĭlovich Iljin. Salsola tamamschjanae ingår i släktet sodaörter, och familjen amarantväxter. Inga underarter finns listade i Catalogue of Life.